# Junior's Eyes
Junior's Eyes est un groupe de rock psychédélique britannique actif à la fin des années 1960. Il est principalement connu pour avoir joué avec David Bowie sur son deuxième album, Space Oddity, sorti en 1969.

## Histoire
Junior's Eyes est fondé par le guitariste Mick Wayne au début de l'année 1968. Ce n'est pas le premier groupe de Wayne, qui a déjà joué avec les Outsiders aux côtés d'un jeune Jimmy Page, puis avec Bunch of Fives, groupe de l'ancien batteur des Pretty Things Viv Prince. Junior's Eyes se compose à l'origine de Wayne avec le bassiste John Lodge, surnommé « Honk », et le batteur John Carr, surnommé « Candy ». Ce dernier est rapidement remplacé par Steve Chapman. Ce trio enregistre son premier single avec l'aide du pianiste Rick Wakeman et du producteur Tony Visconti : Mr Golden Trumpet Player / Black Snake est publié en juin 1968 par le label Regal Zonophone (en).
Après l'arrivée du chanteur Graham Kelly, dit « Grom », Junior's Eyes sort son deuxième 45 tours en mai 1969, Circus Days / Woman Love. Le mois suivant paraît l'unique album du groupe, Battersea Power Station. Entièrement écrit par Wayne, il comprend notamment une longue suite de plus de vingt minutes qui occupe toute la première face du 33 tours. Junior's Eyes est alors rejoint par un deuxième guitariste, Tim Renwick, tandis que John Cambridge remplace Steve Chapman à la batterie. C'est cette formation qui accompagne David Bowie sur son deuxième album studio, Space Oddity, enregistré entre juillet et octobre 1969. Wayne avait déjà participé à l'enregistrement du single Space Oddity au mois de juin. Après un troisième et dernier single, Star Child / Sink or Swim (août 1969), Junior's Eyes accompagne également Bowie sur scène pendant quelques mois. Il donne son dernier concert le 3 février 1970.
Après la séparation de Junior's Eyes, Mick Wayne part aux États-Unis rejoindre le groupe de Joe Cocker. John Cambridge continue à travailler avec Bowie, tandis que Tim Renwick et John Lodge forment un nouveau groupe, Quiver (en).

## Membres
- Mick Wayne : guitare (1968-1970)
- John Lodge (« Honk ») : basse (1968-1970)
- John Carr (« Candy ») : batterie (1968)
- Steve Chapman : batterie (1968-1969)
- Graham Kelly (« Grom ») : chant (1968-1970)
- John Redfern : orgue (1968)
- John Cambridge : batterie (1969-1970)
- Tim Renwick : guitare (1969-1970)

## Discographie

### Singles
- 1968 : Mr Golden Trumpet Player / Black Snake
- 1969 : Circus Days / Woman Love
- 1969 : Star Child / Sink or Swim